# Hocaoğlu, Şebinkarahisar
Hocaoğlu là một xã thuộc huyện Şebinkarahisar, tỉnh Giresun, Thổ Nhĩ Kỳ. Dân số thời điểm năm 2011 là 119 người.